# Biophytum huilense
Biophytum huilense är en harsyreväxtart som beskrevs av Killip & Cuatrec.. Biophytum huilense ingår i släktet Biophytum och familjen harsyreväxter. Inga underarter finns listade i Catalogue of Life.